# André-Toussaint Marquezy
André-Toussaint Marquezy, également orthographié Marquezi, né le 31 octobre 1761 à Toulon, mort le 1er avril 1836 à Toulon, est un révolutionnaire français.
Riche propriétaire, il embrasse les principes de la Révolution et, au moment de l'organisation des municipalités, devient commissaire près l'administration municipale de Toulon. Membre de sociétés patriotiques, il s'oppose aux insurrections fédéralistes, qui voient l'entrée des Anglais dans la ville.

## Biographie
André-Toussaint Marquezy naît le 31 octobre 1761 à Toulon. Il est le fils de Jacques-François Marquezy, traiteur, et de son épouse, Magdeleine Lambert. 
Devenu marchand quincailler, il épouse à Toulon, le 3 mai 1791, Rose-Victoire Ventre.
Élu le 23 germinal an VI (11 avril 1798) député du Var au Conseil des Cinq-Cents, André-Toussaint Marquezy siège parmi les députés de la gauche avancée et crée, avec Antonelle et l'imprimeur René Vatar le Journal des Hommes libres, dans lequel il attaque aussi bien les royalistes que le Directoire.
Lors d'une rencontre, il critique sur ses mœurs et sa vie privée Barras, qui, pour se venger, le fait dénoncer comme parent d'émigré et envoie à Toulon chercher des pièces à l'appui de sa dénonciation, afin de le faire chasser du Corps législatif. Mais il échoue, Marquezy ayant été constamment fonctionnaire public de 1793 à 1798, ce qui aurait été en contradiction avec la loi du 4 brumaire an IV (26 octobre 1795).
En 1799, Marquezy tente d'obtenir la formation d'une commission chargée de dresser l'acte d'accusation de l'ex-ministre Schérer, parent et protégé du Directeur Reubell, et demande que cette commission soit chargée de poursuivre « traîtres » et les « dilapidateurs », visant des généraux et des Directeurs. Après le coup d'État du 30 prairial an VII (18 juin 1799), il dénonce une prochaine « explosion royaliste » en août et obtient, le 26, la formation d'une commission chargée de présenter un rapport sur les émigrés saisis dans les territoires occupées par la France. Le 14 septembre, devant les périls intérieurs (dans le Sud-Ouest et l'Ouest) et extérieurs, il demande que la patrie soit déclarée en danger.
Hostile au coup d'État du 18 brumaire, contre lequel il proteste énergiquement lors de la séance extraordinaire du 19 au château de Saint-Cloud, il est arrêté, exclu de l'assemblée par le gouvernement consulaire et mis sur une liste de déportation, finalement abandonnée.
Après l'attentat de la rue Saint-Nicaise, il est compris sur la liste de proscription du 15 nivôse an IX (5 janvier 1801) et condamné à la déportation. Toutefois, il échappe aux poursuites et parvient à passer à l'étranger.
Rentré en France à la Restauration, il n'est pas inquiété et abandonne toute vie publique jusqu'à sa mort, le 1er avril 1836, à l'âge de 74 ans.

## Sources
- Ressource relative à la vie publique :   - Base Sycomore
- « André-Toussaint Marquezy », dans Adolphe Robert et Gaston Cougny, Dictionnaire des parlementaires français, Edgar Bourloton, 1889-1891 [détail de l’édition], tome 4, de Marmottan à Martin, p. 281
- Michaud (dir.), Biographie universelle, ancienne et moderne, ou Histoire, par ordre alphabétique, de la vie publique et privée de tous les hommes qui se sont fait remarquer par leurs écrits, leurs actions, leurs talents, leurs vertus ou leurs crimes, Paris, Louis-Gabriel Michaud, 1843, tome 73, p. 199-200
- Amédée Gabourd, Histoire de la Révolution et de l'Empire : Consulat, Paris, Victor Lecoffre, 1863, tome 1, p. 411-412